# Sabine de Wurtemberg
Sabine de Wurtemberg (2 juillet 1549 à Montbéliard – 17 août 1581 à Rotenburg an der Fulda) est une princesse de Wurtemberg par la naissance et par mariage, la première Landgravine de Hesse-Cassel.

## Biographie
Sabine est une fille du duc Christophe de Wurtemberg (1515-1568) de son mariage avec Anne-Marie de Brandebourg-Ansbach (1526-1589), fille du margrave Georges de Brandebourg-Ansbach.
Elle épouse le 11 février 1566 à Marbourg le landgrave Guillaume IV de Hesse-Cassel, dont le frère cadet Louis IV de Hesse-Marbourg est déjà marié avec Sabine, la sœur aînée de Edwige de Wurtemberg et qu'il a rencontré quand Guillaume négocie le mariage de Louis avec son père. Leur mariage est célébré très richement.
La comtesse se préoccupe du bien-être du pays et fonde une pharmacie à la cour de Cassel, qui sert non seulement à l'approvisionnement de la cour, mais aussi l'ensemble de la population de Cassel.
Le mariage de Sabine et Guillaume est décrit comme heureux. Guillaume veut qu'en cas de mort prématurée, Sabine soit régente du pays pour son fils aîné Maurice. Elle est morte en 1581, avant son mari et dans un nouveau testament, il déclare son fils Guillaume comme majeur.
Sabine est morte en 1581, et est enterrée dans le Martinskirche, à Cassel.

## Descendance
De son mariage Sabine a les enfants suivants:
- Anne-Marie de Hesse-Cassel (1567-1626), mariée en 1589, au comte Louis II de Nassau-Weilbourg (1565-1627)
- Hedwige de Hesse-Cassel (1569-1644), mariée en 1597 au comte Ernest de Schaumbourg (1569-1622)
- Agnès (1569-1569)
- Sophie (1571-1616)
- Maurice de Hesse-Cassel (1572-1632), landgrave de Hesse-Cassel, marié d'abord, en 1593, à la comtesse Agnès de Solms-Laubach (1578-1602), marié en secondes noces, en 1603, avec la comtesse Julienne de Nassau-Dillenbourg (1587-1643)
- Sabine (1573-1573)
- Sidonie (1574-1575)
- Christian (1575-1578)
- Élisabeth (1577-1578)
- Christine de Hesse-Cassel (1578-1658) (en), marié en 1598 au duc Jean-Ernest de Saxe-Eisenach (1566-1638)
- Julie (1581-1581)